# Копальня бурого вугілля «Белхатув»
Копальня бурого вугілля «Белхатув» (пол. Kopalnia Węgla Brunatnego „Bełchatów”) — великий вугільний розріз в центрі Польщі в місті Белхатув, Лодзьке воєводство, за 150 км на захід від столиці, Варшави. Белхатув є одним з найбільших вугільних родовищ у Польщі, запаси якого оцінюються в 1 930 млн тонн бурого вугілля. У 2015 році копальня видобула 42,1 мільйона тонн бурого вугілля (66,7% від загального видобутку бурого вугілля в Польщі), яке пішло на електростанцію Белхатув.